# アプロヴェチョ

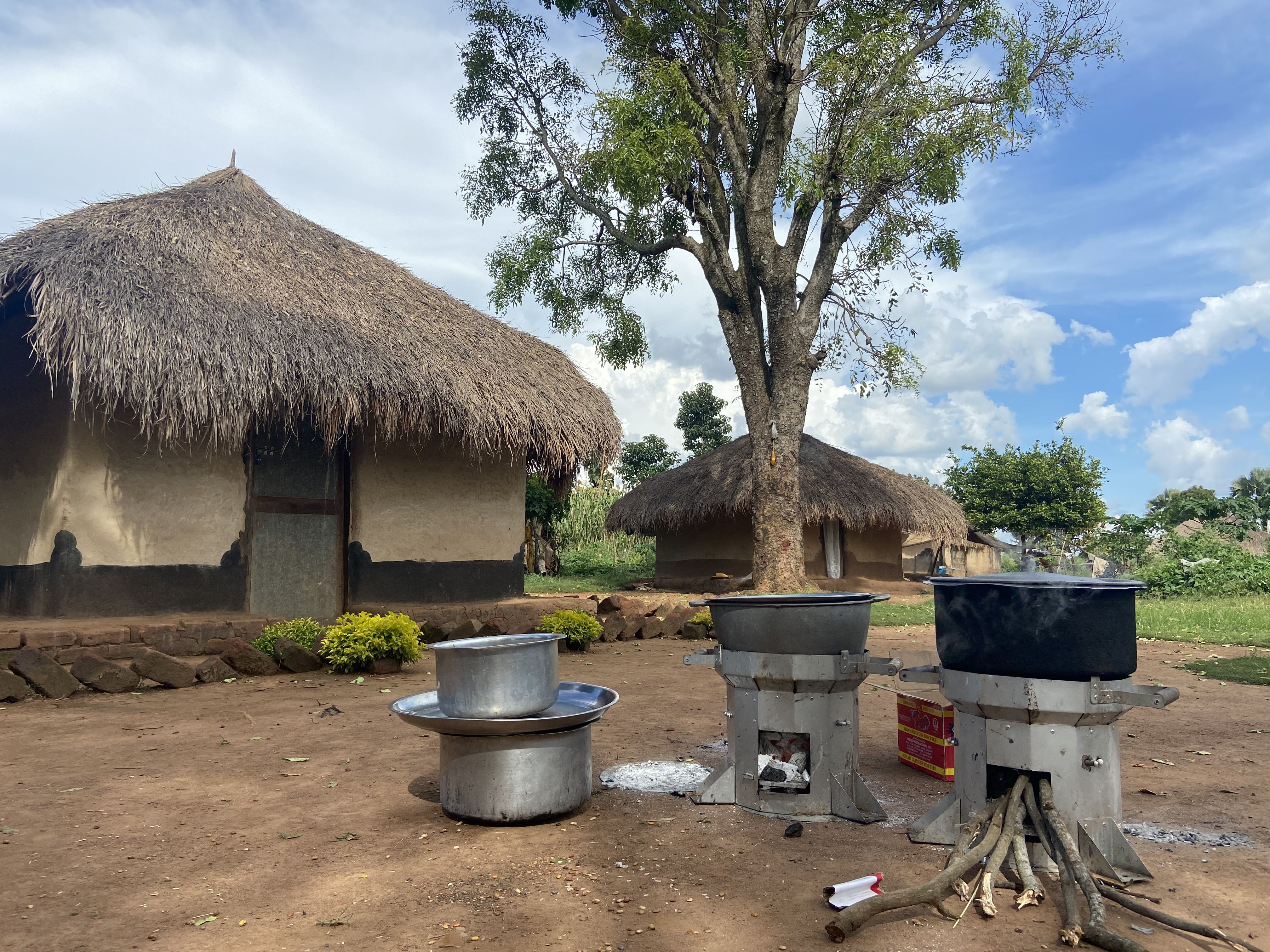
Improved cookstove

アプロヴェチョはオレゴン州コテージグローブ(en)の近くに拠点がある2つの非営利組織の名前で、スペイン語で "I make best use of" という意味の単語 aprovecho より採られた。アプロヴェチョ持続可能性教育センターはパーマカルチャーや再生可能エネルギーを含む持続可能な生活に焦点を当てている。その姉妹組織であるアプロヴェチョ研究センターは途上国で使用するための効率的な調理用ストーブを開発している。

## 持続可能性教育
アプロヴェチョ持続可能性教育センターは自然の土地を活用して持続可能性な生活スキルの実践と教育に焦点を当てたセンターである。年に2回、センターは有機農業や適正技術と持続可能な林業の分野において実習を通じた訓練を行っている。地産地消、保存食品、自然食品と栄養、山菜や野の可食物の採取、パン焼き、発酵、海藻や塩の収穫、種の保存、その他にも焦点を当てている。

## 調理用ストーブの設計
アプロヴェチョ研究センター (ARC) は長年に渡り、使用される国情に合うように幾つかの種類で、バイオマス燃料を使用する調理用ストーブを設計・製作してきた。

### ロレイナストーブの失敗
ARC は1976年グアテマラ地震を受けて活動を開始した。当時は6人の技能者がおり、泥の扱い方と現地の文化には通じていたものの、ストーブの設計法やテスト手法については知らなかった。ARC は粘土と砂を用いたストーブを考案し、スペイン語の lodo (泥) と arena (砂) を合わせてロレイナと命名した。ロレイナストーブは現地で手に入る材料で安価に製作でき、煙突があるので室内を汚染せず、機能的で美しい外見を持つという長所のため、焚き火で調理していた現地では非常に人気を博した。そこで ARC は世界を飛び回り、本も出版してロレイナストーブの普及に努めた。
しかし5年後に科学者達がロレイナストーブをテストした所、使い方次第ではロレイナストーブは石を3つ置いたストーブより多くの燃料を消費する可能性があると判明した。
ロレイナストーブは版築で囲まれた構造となっているが、それは版築が断熱材として働くはずだという、断熱と蓄熱に対する根本的な誤解に基づいていた。優れた断熱材は熱伝導を妨げる。蓄熱材はその逆で熱を吸収する。テストの結果、ロレイナストーブの版築は鍋を暖めるのに用いられるべき熱を吸収してしまうことが示された。またクリーンな燃焼も達成できていなかった。
この失敗のため ARC はストーブの設計を根本からやり直し、科学者達の協力を得ることと性能テストを実施することが不可欠だとの教訓を得た。
後にロレイナストーブは改良され、炉の部分には断熱材を使用するようになった。ロケットストーブの技術を応用しロケットロレイナストーブと呼ばれる物もある。

### ロケットストーブ
ARC は技術責任者のラリー・ウィニアルスキが開発したロケットストーブで有名となった。ロケットストーブを応用した暖房システムとして、ロケットマスヒーター(en)がある。

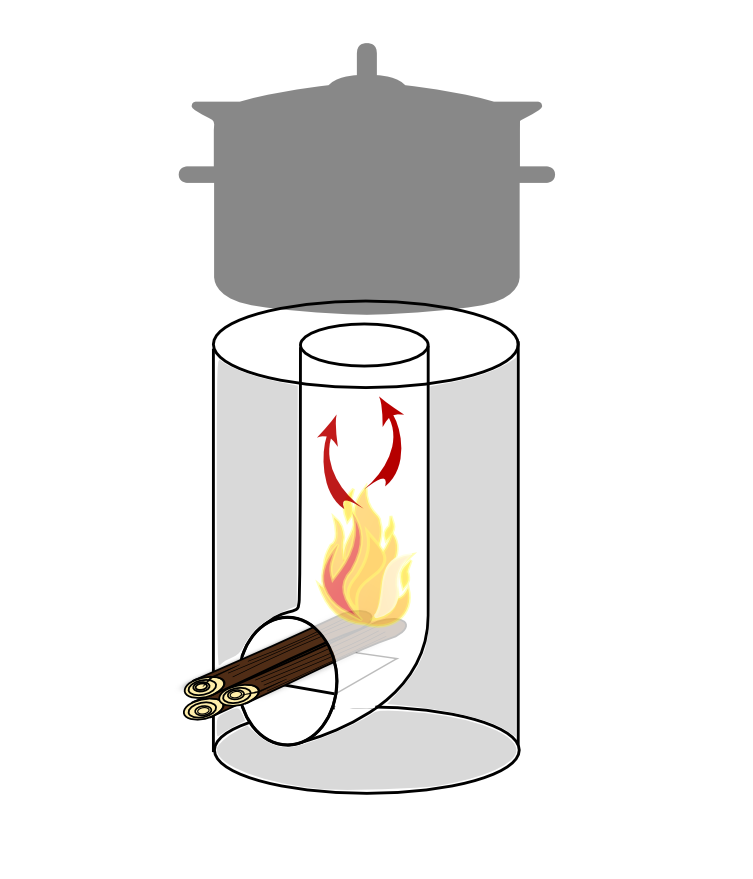
調理用の小型の物。煙突が無いので屋外か換気の良い場所でのみ使用する。この説明図では鍋囲いが無いため色々なサイズの鍋を載せて使用できるが、鍋に伝わる熱の効率は下がる。
ロケットマスヒーターの主要部分。ストーブの上部で料理をすることも可能。
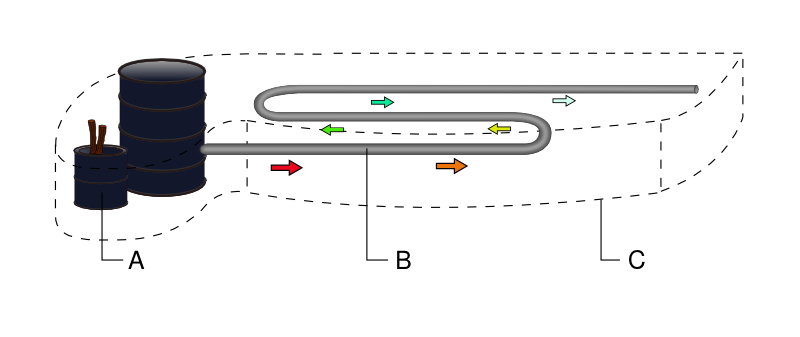
ロケットマスヒーターの煙突の引き回し例。

### ストーブ設計の10原則
これもラリー・ウィニアルスキにより提唱されたものである。
1. 軽量で耐熱性のある材料で火の周りを断熱する[補足 1]。
2. 火のすぐ上に断熱された短い煙突を置き、煙を燃やすと共に炎の吸い込みを速くする[補足 2]。
3. 薪の先端を熱して燃やし、煙を出さない[補足 3]。
4. 火力は薪の本数で調節する[補足 4]。
5. 火が燃えている部分の下を通して空気の速い流れを維持する。火の上から空気を入れ過ぎて燃焼温度を下げない[補足 5]。
6. 吸気が少なすぎると煙と炭が過剰に発生する[補足 6]。
7. ストーブの断面積が常に一定になるように維持することで空気の流れを妨げない。薪を投入する開口部も、ストーブの内部も、煙突も、全てほぼ同じサイズにする[補足 7]。
8. 火の下に火格子を使用する[補足 8]。
9. 熱の通り道は火から鍋や鉄板の周囲に至るまで断熱する[補足 9]。
10. 鍋との間に適切なサイズの空隙を設けて熱の伝達を最大にする[補足 10]。

### 性能テスト
アプロヴェチョは類似の他プロジェクトが製作したストーブについてもテストを行い、使用する薪の量や水を沸騰させるまでの時間、排出されるCOガスや浮遊粒子状物質の量を測定し、性能を比較することで他プロジェクトに協力する。

### 現在の活動
ARC はストーブの設計とテスト手法をオープンソース開発のようにしたいと考えている。具体的には ARC のサイトで情報を無償公開し、関心のある人なら誰でも成果を利用したり改善に貢献できるというという方法である。
ARC はロケットストーブ以外に、泥におがくずを混ぜてストーブに断熱性を持たせる方法や製作容易なヴィータストーブを紹介したりティーラッド(TLUD)ストーブの研究もしている。

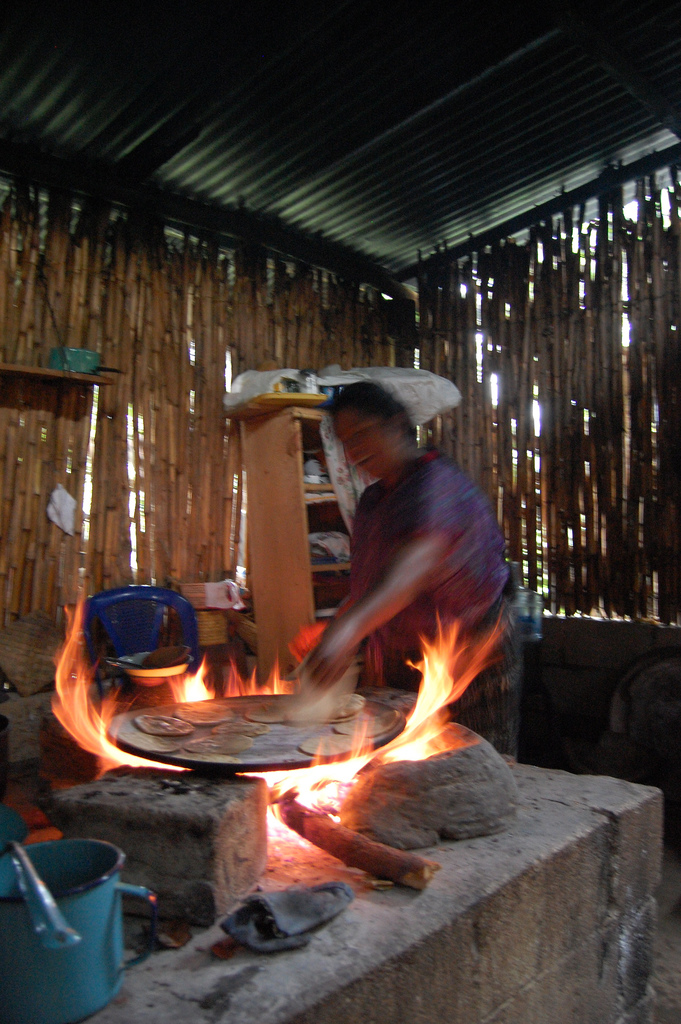
石を3つ置いただけのストーブでトルティーヤを調理している所

### 国際機関との協力
世界人口の約半数はいまだに薪や木炭で調理をしている。その結果、森林が破壊され地球温暖化が促進されている。また煙による室内汚染が原因で年間、160万人が肺炎、慢性呼吸器疾患、肺がんで死亡していると推定されている。
スリランカ北部では女性や子供が地雷の危険を冒して薪を探し、スーダンからケニアではレイプや暴力の被害に遭う危険を減らすためにグループで薪を探し、ウガンダ北部の紛争地域では対立部族に屈辱を与える戦術として女性をレイプするが、夫を薪集めに行かせると殺されてしまうため「自分が行ってレイプされる方がまし」と覚悟して探さなければならない。燃料を節約しようとして生煮えの料理を作ってしまい健康を危険に晒すこともある。
調理に必要な薪を提供するプロジェクトは莫大な費用を費やした割りに、十分な成果が得られなかった。
このような状況を改善するために国際連合世界食糧計画はアプロヴェチョに注意を向けた。
2011年には世界食糧計画と国際連合難民高等弁務官事務所の代表者たちが ARC を訪れた。ARC は自分達が開発した小型のドラム缶ほどの大きさの施設用調理ストーブが屋内の空気汚染を防ぎ砂漠化と気候変動を防ぐのに役立つものと期待している。そして世界食糧計画が ARC に発注した200基の施設用調理ストーブはダルフールに運ばれた。

## 受賞
2006年に ARC は効率的な施設用調理ストーブによる、南部アフリカのバイオマスエネルギー資源節減プログラムにおける功績により Ashden Award(en) を受賞した。
そして2009年にも発展途上国の支援に用いる効率的なストーブを中国嵊州市の工場との共同で量産体制を確立した功績により再び受賞した。